# شهرستان وشحه
ناحیهٔ وشحه (به عربی: مدیریة وشحة) یک ناحیه در یمن است که در استان حجه واقع شده‌است. شهرستان وشحه ۶۲٬۶۱۷ نفر جمعیت دارد.